# USS LST-403
O USS LST-403 foi um navio de guerra norte-americano da classe LST que operou durante a Segunda Guerra Mundial.